# لی هیون-وو (بازیگر)
لی هیون-وو (متولد ۲۳ مارس ۱۹۹۳ در سئول) بازیگر اهل کره جنوبی است. وی کار بازیگری خود را از کودکی با ایفای نقش در مجموعه تلویزیونی اولا بولا بلو-جانگ شروع کرد.
او در زمان کودکی و نوجوانی خود در بسیاری از سریال‌ها و فیلم‌های تاریخی کره همانند افسانه (۲۰۰۷)، سجونگ کبیر (۲۰۰۸)، رودخانه ماه (۲۰۰۹) و ملکه سئوندوک (۲۰۰۹) و همچنین در سریال لابیست (در نقش کودکی هری) ایفای نقش کرد.
لی هیون-وو در سال ۲۰۱۰ کار خوانندگی خود را آغاز کرد و در همان سال هم در فیلم سینمایی دستکش (دستکش) حضور یافت.
یکی از بازی‌های خوب او در سریال به تو که زیبایی بود. این سریال که ژانر مدرسه‌ای و رمانتیک دارد سال ۲۰۱۲ از شبکه SBS پخش و مورد استقبال قرار گرفت.
سال بعد این بازیگر موفقیت‌های خود را با حضور در یک فیلم سینمایی پرفروش ادامه داد. Secretly, Greatly فیلم کمدی اکشن است که یکی از ترانه‌های آن را هم لی هیون وو خواند. لی هیون وو در این فیلم در کنار ستاره‌ای چون کیم سو هیون حضور یافت و توانست مهارت بازیگری خود را نشان دهد.
در سال ۲۰۱۴ در یک فیلم سینمایی دیگر به نام The Con Artists بازی کرد. Northern Limit Line و The Beauty Inside فیلم‌های بعدی او هستند که در سال ۲۰۱۵ اکران شدند.

## فیلم شناسی

### مجموعه‌های تلوزیونی
| سال       | عنوان                                 | نقش                  |
| --------- | ------------------------------------- | -------------------- |
| ۲۰۰۵      | روز بهاری                             |                      |
| ۲۰۰۷      | افسانه                                |                      |
| ۲۰۰۷      | لابیست                                | کیم جوو هو           |
| ۲۰۰۸      | پادشاه بزرگ، سجونگ                    |                      |
| ۲۰۰۹      | ملکه سوندوک                           |                      |
| ۲۰۰۹      | شام چی داریم؟                         | تامی                 |
| ۲۰۱۰      | خدای درس                              | هونگ چن دوو          |
| ۲۰۱۱      | سرنوشت یک مبارز                       |                      |
| ۲۰۱۱-۲۰۱۲ | بیمارستان چونا                        | پارک دونگ هوا        |
| ۲۰۱۲      | مردی از خط استوا                      | کیم سان وو (نوجوانی) |
| ۲۰۱۲      | تقدیم به توی زیبا                     | چا یون گایئول        |
| ۲۰۱۵      | به سوی فردا بدوید                     | کنگ موون جی          |
| ۲۰۱۶      | مدرسه موریم                           | چای جون              |
| ۲۰۱۷      | دروغگو و معشوقه اش                    | کانگ هانگیول / کی    |
| از ۲۰۲۲   | خانه کاغذی: کره - منطقه اقتصادی مشترک | ریو                  |
| ۲۰۲۳      | یک روز خوب برای سگ بودن               | لی بو-گیوم           |

### فیلم‌های سینمایی
| سال  | عنوان                | نقش          |
| ---- | -------------------- | ------------ |
| ۲۰۰۶ | تعطیلات              | جی کنگ هئون  |
| ۲۰۰۶ | یک کارناوال کثیف     | مین هوا جوان |
| ۲۰۰۷ | هوانگ جین یی         | نومی         |
| ۲۰۱۱ | دستکش                | کیم جین من   |
| ۲۰۱۳ | مخفیانه، تا حد زیادی | ری های جین   |
| ۲۰۱۴ | هنرمندان باطل        | جانگ بای     |
| ۲۰۱۵ | زیبای درون           | وو جین       |
| ۲۰۱۵ | خط حد شمالی          | سرجوخه پارک  |
| ۲۰۲۰ | قهرمان               | یو دانگ ها   |